# Run It!
Run It! ist die Debütsingle des US-amerikanischen Musikers Chris Brown. Der Rapper Juelz Santana trat dabei als Gastmusiker in Erscheinung. Das Lied wurde am 13. Juni 2005 veröffentlicht und erreichte nach einigen Wochen, im November 2005, Platz eins der Billboard Hot 100, wo es in fünf aufeinander folgenden Wochen blieb.

## Hintergrund
Brown wurde im Alter von 13 Jahren von einem Produzententeam namens Hitmission Records in seiner Heimat entdeckt. Diese verhalfen ihm zu verschiedenen Demo-Aufnahmen, bis er schließlich im Dezember 2004 einen Plattenvertrag bei Jive Records unterschrieb. Im Februar 2005 begann Brown mit den Aufnahmen zu seinem Debütalbum, welches im November 2005 erschien.

## Musikvideo
Das Musikvideo wurde von Erik White gedreht. Es zeigt Brown beim Tanzen in einer Turnhalle. Dort trifft er auch ein Mädchen, zu der er sich hingezogen fühlt, und mit der er tanzen möchte. Nach kurzer Zeit treffen Sicherheitsleute in der Turnhalle ein, welche das gesamte Gebäude räumen lassen. Als alle Personen den Raum verlassen haben, fangen die Sicherheitsleute selbst an, zu tanzen. Das Video feierte im August 2005 Premiere.

## Rezeption

### Kritiken
Bei Contactmusic war man der Meinung, dass das Lied ein „durchgehend mit Bass erfüllter“ Track sei. Zudem verglich man Brown mit dem R&B-Musiker Usher und schrieb, dass wenn dieser „der König der sanften Erzähler ist, ist Brown der Prinz der Club-Hymnen“. In einer anderen Review wurde das Lied als eine „x-te Variante von Ushers Yeah“ beschrieben, wenngleich das Lied auch zur Vermarktungsstrategie von Brown passe. Der Rezensent zeigte sich letztlich wenig beeindruckt von dem Titel, auch wenn er dem Sänger Entwicklungsmöglichkeiten einräumte. Das junge Alter sei diesem nämlich sehr deutlich anzumerken.

### Auszeichnungen und Nominierungen
Der Song und das dazugehörige Musikvideo erhielten einige Nominierungen und auch eine Auszeichnung. Bei den Billboard R&B/Hip-Hop Awards war das Lied zum Beispiel in der Kategorie „R&B/ Hip-Hop Songs - Sales“ nominiert, verlor jedoch gegen Don’t Cha von den Pussycat Dolls verlor. Bei den MOBO Awards war das Lied in der Kategorie „Best Video“ nominiert und bei den MTV Australia Awards gewann es in der Sparte „Best R&B Video“ einen Preis. Bei den MTV Video Music Awards 2006 war das Video in den Kategorien „Best New Artist in a Video“ und „Viewer’s Choice“ nominiert, verlor jedoch gegen Bat Country von Avenged Sevenfold beziehungsweise Dance, Dance von Fall Out Boy.

## Kommerzieller Erfolg

### Chartplatzierungen
In den Billboard Hot 100 stieg das Lied auf Rang 92 ein. Nach fünf Wochen erreichte es erstmals eine Platzierung innerhalb der Top-50 und nach acht Wochen erlangte es eine Top-20-Platzierung. Nachdem es in der folgenden Woche in die Top-10 eingestiegen war, erreichte es nach 14 Wochen Platz eins der US-amerikanischen Charts. Diese Position verteidigte der Titel anschließend fünf Wochen lang, bis er schließlich von Don’t Forget About Us (Mariah Carey) überholt wurde. In Deutschland stieg das Lied im Februar 2006 auf Platz fünf in den deutschen Singlecharts ein. Nachdem es diesen Rang zwischenzeitlich verlor, erlangte es in der vierten Woche erneut diese Position. Im Vereinigten Königreich platzierte sich der Song im Februar 2006 auf Rang zwei der Charts.
Das Lied erreichte neben den Platzierungen in den Wochencharts auch Position 16 der Jahrescharts in den USA und Platz 34 der dortigen Jahrzehncharts, welche die erfolgreichsten Lieder des Jahres bzw. des Jahrzehnts beinhalten.
| ChartsChartplatzierungen       | Höchstplatzierung | Wochen |
| ------------------------------ | ----------------- | ------ |
| Deutschland (GfK)              | 5 (15 Wo.)        | 15     |
| Österreich (Ö3)                | 12 (15 Wo.)       | 15     |
| Schweiz (IFPI)                 | 5 (20 Wo.)        | 20     |
| Vereinigte Staaten (Billboard) | 1 (38 Wo.)        | 38     |
| Vereinigtes Königreich (OCC)   | 2 (16 Wo.)        | 16     |

| ChartsJahrescharts (2006)      | Platzierung |
| ------------------------------ | ----------- |
| Deutschland (GfK)              | 36          |
| Österreich (Ö3)                | 74          |
| Schweiz (IFPI)                 | 43          |
| Vereinigte Staaten (Billboard) | 16          |
| Vereinigtes Königreich (OCC)   | 59          |

| ChartsJahrescharts (2000–2009) | Platzierung |
| ------------------------------ | ----------- |
| Vereinigte Staaten (Billboard) | 34          |

### Auszeichnungen für Musikverkäufe
| Land/Region                  | Auszeichnungen für Musikverkäufe (Land/Region, Auszeichnung, Verkäufe) | Verkäufe  |
| ---------------------------- | ---------------------------------------------------------------------- | --------- |
| Australien (ARIA)            | 3× Platin                                                              | 210.000   |
| Brasilien (PMB)              | Platin · + Platin (Jason Nevins Extended Mix)                          | 120.000   |
| Dänemark (IFPI)              | Gold                                                                   | 45.000    |
| Deutschland (BVMI)           | Gold                                                                   | 150.000   |
| Kanada (MC)                  | Gold                                                                   | 20.000    |
| Neuseeland (RMNZ)            | 2× Platin                                                              | 60.000    |
| Norwegen (IFPI)              | Gold                                                                   | 5.000     |
| Vereinigte Staaten (RIAA)    | 3× Platin (Single) · + Platin (Mastertone)                             | 4.000.000 |
| Vereinigtes Königreich (BPI) | Platin                                                                 | 600.000   |
| Insgesamt                    | 4× Gold · 12× Platin ·                                                 | 5.210.000 |

Hauptartikel: Chris Brown (Sänger)/Auszeichnungen für Musikverkäufe